# Demaan (Jepara)
Demaan is een bestuurslaag in het regentschap Jepara van de provincie Midden-Java, Indonesië. Demaan telt 6372 inwoners (volkstelling 2010).